# Бітники

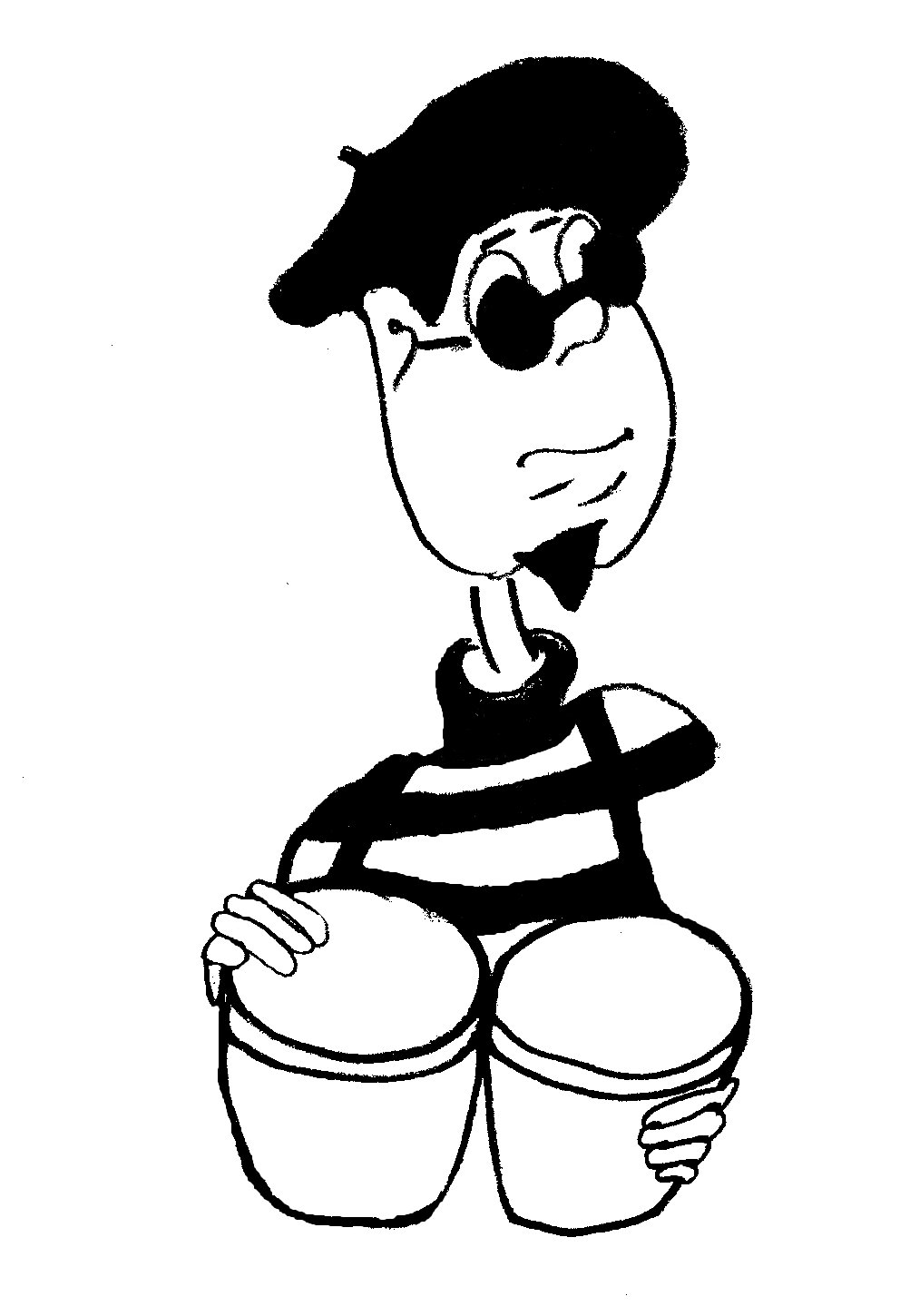
Стереотипізований карикатурний образ бітника: темні окуляри, бонґо, смугастий светр із горлом, борідка, берет

«Бітники» (англ. Beatniks або The Beats)  — стереотип мас-медіа, що використовувався в 1950-х — 1960-х років для позначення представників бітництва. Застосовувався як похідна від назви біт-покоління, охарактеризованого в статтях кінця 40-х років письменником Джеком Керуаком.
Термін «бітники» було запропоновано 1958 року журналістом «Сан-Франциско кронікл» Гербом Кейном, ґрунтуючись на тодішніх уявленнях американців про типовий для середини XX століття пласт молоді, що характеризувався асоціальною поведінкою та неприйняттям традиційних культурних цінностей нації.

## Етимологія терміна
Джек Керуак (1922—1969) більшістю критиків вважається однією з найважливіших фігур біт-покоління, згадував у своїй публіцистичній статті 1959 року, що «розбите покоління» (англ. beat generation) було вперше згадане ним 1948 року в бесіді з Джоном Голмзом. Так Керуак охарактеризував соціальний пласт, що виник після практично зниклого до 1948 року «втраченого покоління» учасників Першої світової війни.
Примітно, що саме слово «бітник» придумав не Керуак. Як зауважує у своїй книзі про біт-культуру Вільям Ловлор, воно з'явилось лише десять років по тому. Колумніст-оглядач газети «Сан-Франциско кронікл» Герб Кейн, описуючи у випуску від 2 квітня 1958 року проведену на Північному пляжі Сан-Франциско велику вечірку осіб характерного вигляду та поведінки, приєднав до слова «beat» російський наросток «-ник» (-nik) від назви радянського «Супутника-1», запущеного в жовтні 1957 року. Американський письменник-документаліст і лексикограф Пол Діксон наводить пояснення самого Кейна:

Я створив слово «бітник» просто тому, що російський «Супутник» був тоді на слуху, і слово саме вискочило .
Оригінальний текст (англ.)
I coined the word "beatnik" simply because Russia's Sputnik was aloft at the time and the word popped out.

Вільям К. Вільямс (авторитетний американський поет), попри те, в передмові до збірки Гінзберга стверджує, що самому Керуаку термін був чужим і він ніколи не визнавав його.

## Значення терміна
Низка критиків зауважує, що безпосередньо в розумінні Кейна, який сформував термін, він служив для позначення бородатих, узутих у сандалі молодих хлопців — ледарів, що валандаються кав'ярнями, та любителів джазу. Термін «бітник» не мав позитивного забарвлення і був словом принизливим, насмішкою — так називали необізнаних конформістів, тих, чий бундючний бунт був ширмою для модної антиамериканської дурості.
З іншого боку, на думку авторів книги «Американські ікони» (1997), спершу термін «бітник» конкретного значення не мав і використовувався для позначення будь-яких людей, яким-небудь чином пов'язаних із різношерстим нью-йоркським середовищем. Через роки термін зазнав значних змін і до кінця 50-х став позначати цілий культурний пласт — молодих хлопців, що демонстрували слабку зацікавленість до життя «американською мрією» — з новим будинком, машиною та роботою в якійсь великій корпорації.
Факт еволюції терміна також підтверджує Чарлз Віллз, у книзі «Америка 1950-х» він дав уже нове, відмінне від вищевказаного визначення «бітника» — він зазначав, що зазнавши видозміни від «асоціальності» до «дивацтва», стиль життя типового представника біт-покоління відповідно змінив і саме ставлення до останнього — до кінця 50-х, за твердженнями Віллза, під словом «бітник» почали розуміти молодого хлопця в чорному светрі з високим коміром і з беретом на голові, який тиняється в районі пошарпаних кафешок і грає на бонго.

## Особливості
«Класичним» образом бітника є довговолосий бородань у латаних штанях, що обожнює джазову музику, захоплюється літературою та філософією, мандрує дорогами Америки, вживає наркотики, користується спеціальним жаргоном.
Бітники ставили собі за мету епатувати суспільство поміркованих. К. Голмс, один з представників цього літературного напрямку, пояснював:
|  | Бути бітником означає усвідомлювати свою самотність та вважати її нормою |

## Найвідоміші бітники
Найширше представництво бітники мали серед письменників і поетів — трьома ж людьми, що стояли біля витоків бітництва, вважаються Люсьєн Карр (названий виданням «Нью-Йорк Меґезін» батьком-засновником руху), Аллен Гінзберґ (ідеолог руху, званий одним із найвідоміших американських поетів другої половини XX століття) та Джек Керуак (званий «каталізатором контркультури 60-х» і розглядуваний критиками як один із найвпливовіших американських письменників).
Дещо пізніше до трійки долучився близький друг Гінзберга, письменник Вільям Берроуз, який в скорім часі відіграв важливу роль в історії становлення бітництва й надалі затьмарив собою славу Карря, перейнявши титул «хресного батька» всього руху. Саме троє згаданих — Керуак, Гінзберг і Берроуз дуже швидко стали людьми, з іменами яких асоціюється біт-покоління та слово «бітник» зокрема.